# 포트사이드

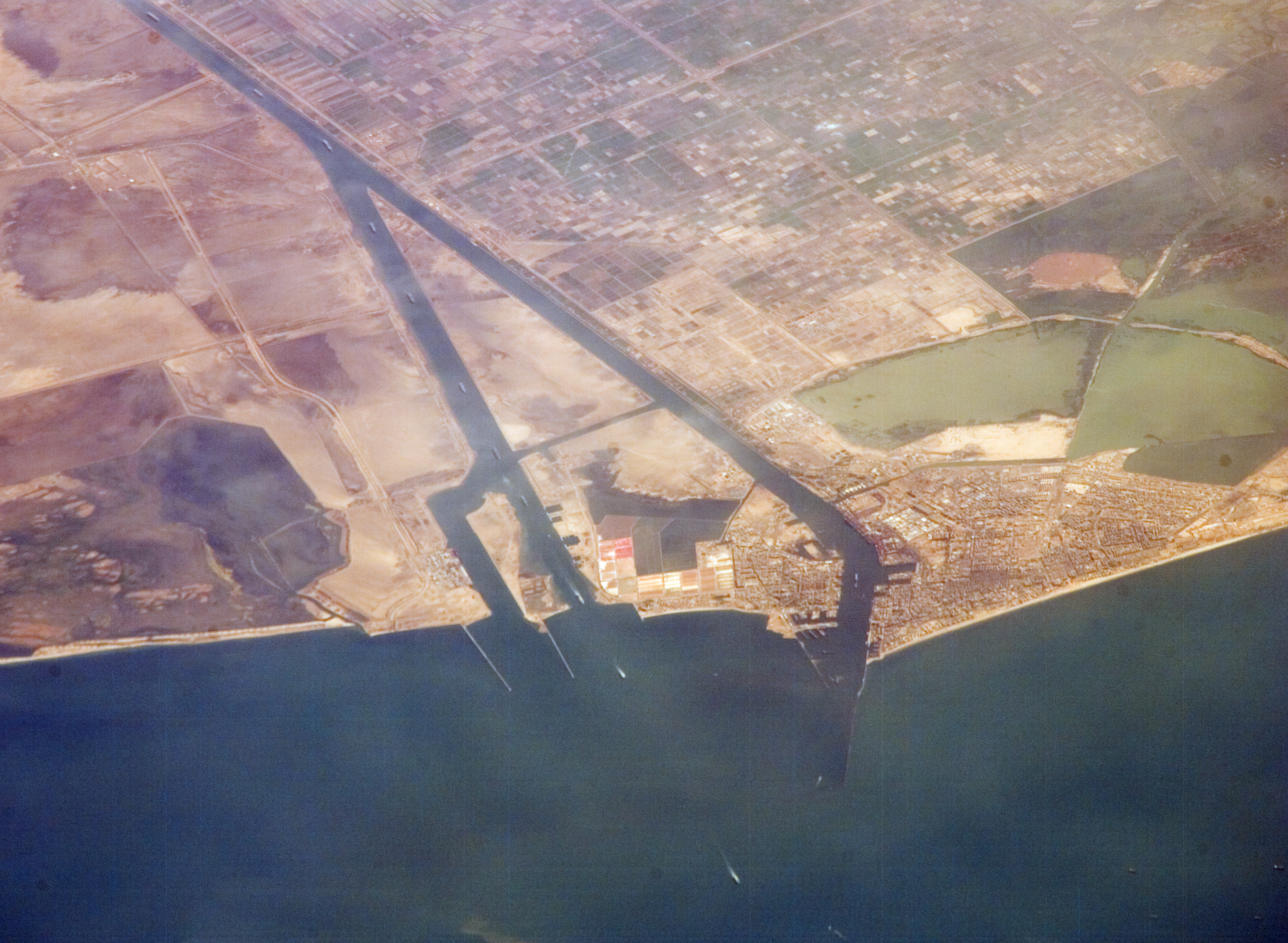
포트사이드

포트사이드(영어: Port Said, 아랍어: بورسعيد 보르사이드[*])는 수에즈 운하 북단, 지중해 연안에 위치한 이집트의 항구 도시이다. 인구는 515,007명(2001년)이다. 1859년에 건설된 도시로 세계에서 가장 중요한 선박용 보급 기지였으며, 수에즈 운하의 지중해쪽 출입구로서 발전하였다. 북쪽으로 동부 지중해와 접한다. 

## 이름
포트 사이드라는 이름은 1855년에 처음 등장했다. 프랑스, 영국, 러시아제국, 오스트리아 등이 참여한 국제 회의에서 이 이름을 채택했다. 아랍어로는 보르사이드로 불린다. 

## 기후
| 포트사이드의 기후                                                             | 포트사이드의 기후 | 포트사이드의 기후 | 포트사이드의 기후 | 포트사이드의 기후 | 포트사이드의 기후 | 포트사이드의 기후 | 포트사이드의 기후 | 포트사이드의 기후 | 포트사이드의 기후 | 포트사이드의 기후 | 포트사이드의 기후 | 포트사이드의 기후 | 포트사이드의 기후 |
| 월                                                                            | 1월               | 2월               | 3월               | 4월               | 5월               | 6월               | 7월               | 8월               | 9월               | 10월              | 11월              | 12월              | 연간              |
| ----------------------------------------------------------------------------- | ----------------- | ----------------- | ----------------- | ----------------- | ----------------- | ----------------- | ----------------- | ----------------- | ----------------- | ----------------- | ----------------- | ----------------- | ----------------- |
| 역대 최고 기온 °C (°F)                                                        | 29.7 (85.5)       | 31.9 (89.4)       | 34.6 (94.3)       | 41.8 (107.2)      | 45.0 (113.0)      | 39.8 (103.6)      | 36.4 (97.5)       | 35.1 (95.2)       | 35.6 (96.1)       | 34.8 (94.6)       | 33.9 (93.0)       | 25.9 (78.6)       | 45.0 (113.0)      |
| 일평균 최고 기온 °C (°F)                                                      | 18.3 (64.9)       | 18.7 (65.7)       | 20.6 (69.1)       | 22.9 (73.2)       | 25.7 (78.3)       | 28.8 (83.8)       | 30.8 (87.4)       | 31.3 (88.3)       | 29.9 (85.8)       | 27.6 (81.7)       | 24.0 (75.2)       | 20.1 (68.2)       | 24.9 (76.8)       |
| 일일 평균 기온 °C (°F)                                                        | 14.7 (58.5)       | 15.1 (59.2)       | 16.9 (62.4)       | 19.2 (66.6)       | 22.3 (72.1)       | 25.4 (77.7)       | 27.3 (81.1)       | 28.0 (82.4)       | 26.9 (80.4)       | 24.6 (76.3)       | 20.8 (69.4)       | 16.6 (61.9)       | 21.5 (70.7)       |
| 일평균 최저 기온 °C (°F)                                                      | 11.6 (52.9)       | 12.1 (53.8)       | 14.1 (57.4)       | 16.4 (61.5)       | 19.6 (67.3)       | 22.7 (72.9)       | 24.6 (76.3)       | 25.3 (77.5)       | 24.3 (75.7)       | 22.1 (71.8)       | 18.2 (64.8)       | 13.6 (56.5)       | 18.7 (65.7)       |
| 역대 최저 기온 °C (°F)                                                        | 4.2 (39.6)        | 6.2 (43.2)        | 5.0 (41.0)        | 9.1 (48.4)        | 12.0 (53.6)       | 17.7 (63.9)       | 20.2 (68.4)       | 20.2 (68.4)       | 19.5 (67.1)       | 14.4 (57.9)       | 2.2 (36.0)        | 6.6 (43.9)        | 2.2 (36.0)        |
| 평균 강수량 mm (인치)                                                         | 16.3 (0.64)       | 12.0 (0.47)       | 10.6 (0.42)       | 3.8 (0.15)        | 1.5 (0.06)        | 0.1 (0.00)        | 0.0 (0.0)         | 0.0 (0.0)         | 0.0 (0.0)         | 4.3 (0.17)        | 4.8 (0.19)        | 7.8 (0.31)        | 61.4 (2.42)       |
| 평균 강수일수 (≥ 1.0 mm)                                                      | 3.2               | 2.9               | 1.6               | 1.1               | 0.3               | 0.0               | 0.0               | 0.0               | 0.0               | 0.7               | 1.2               | 2.0               | 13.0              |
| 평균 상대 습도 (%)                                                            | 68                | 66                | 65                | 64                | 66                | 67                | 68                | 68                | 68                | 65                | 67                | 69                | 67                |
| 평균 월간 일조시간                                                            | 213.9             | 206.2             | 266.6             | 294.0             | 337.9             | 360.0             | 378.2             | 365.8             | 330.0             | 310.0             | 261.0             | 204.6             | 3,528.2           |
| 평균 일일 일조시간                                                            | 6.9               | 7.3               | 8.6               | 9.8               | 10.9              | 12.0              | 12.2              | 11.8              | 11.0              | 10.0              | 8.7               | 6.6               | 9.6               |
| 출처 1: 미국 해양대기청 (평년값: 1991년~2020년, 상대습도/극값: 1961년~1990년) |                   |                   |                   |                   |                   |                   |                   |                   |                   |                   |                   |                   |                   |
| 출처 2: Arab Meteorology Book (일조시간)                                      |                   |                   |                   |                   |                   |                   |                   |                   |                   |                   |                   |                   |                   |

## 교육

### 대학
포트 사이드에는 다양한 고등 교육기관이 위치해 있다. 이집트 공립 대학인 포트사이드 대학이 있는데 가장 주목할 만한 학부는 공학 학부와 과학 학부이다. 또한 아랍 과학, 기술 및 해상 운송 아카데미도 있는데 고등학교, 학부 수준의 학생, 대학원 과정을 제공하는 준 사립 교육 기관이다. 이집트에서 카이로의 아메리칸 대학 다음가는 아주 유명한 대학이다. 경영 과학을 위한 사다트 아카데미도 있다. 

## 자매 도시
- 러시아 볼고그라드